# St. Georg (Proskau)

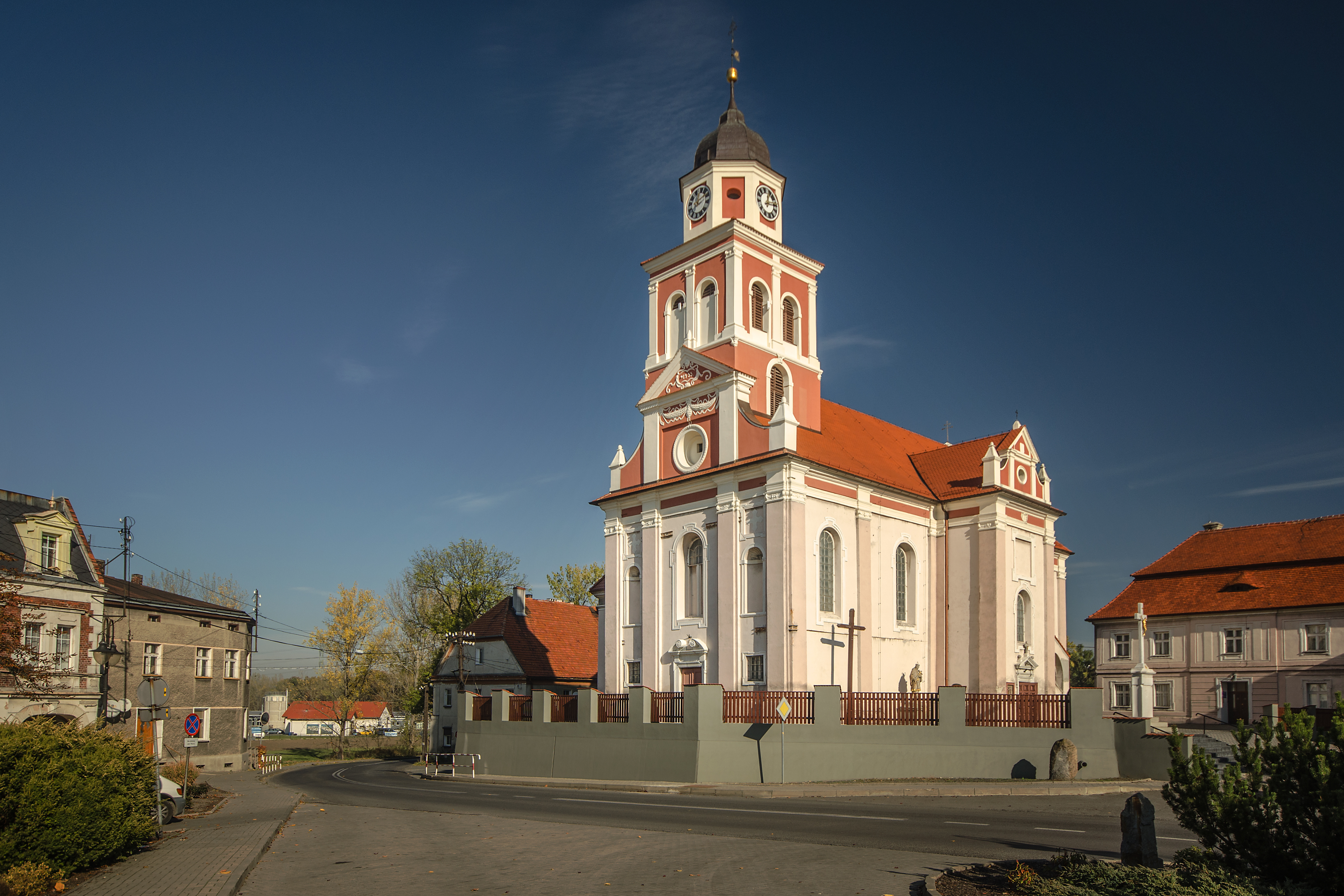
St.-Georgs-Kirche

Die Kirche St. Georg (polnisch Kościół św. Jerzego) ist eine römisch-katholische Kirche in Proskau im Powiat Opolski in Polen. Sie ist dem hl. Georg geweiht und zugleich die Hauptkirche der Pfarrei St. Georg an der Nordseite des Proskauer Rings.

## Geschichte

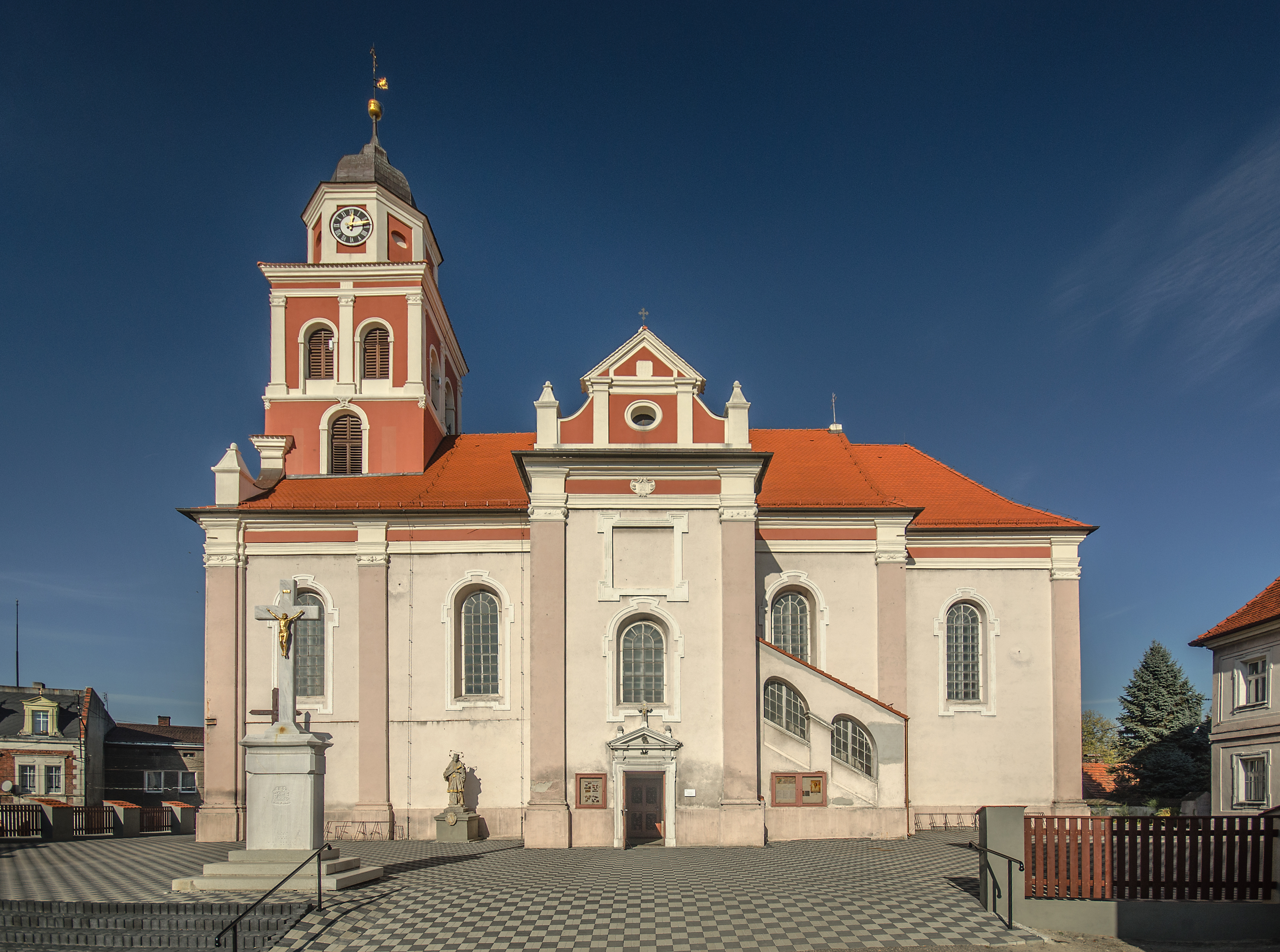
Südfassade

Die St.-Georgs-Kirche wurde 1443 erstmals erwähnt und 1575–1578 unter dem Grafen Georg von Proskau als steinerner Bau errichtet. Im Dreißigjährigen Krieg wurde sie durch schwedische Truppen zerstört. Danach wurde das Gotteshaus bis 1687 unter der Leitung des Florentiner Architekten Giovanni Seregno im Barockstil als Stiftung des Grafen Christoph II. von Proskau wieder aufgebaut. 1735 wurde sie saniert. In den Jahren 1898–1899 und 1904–1907 erfolgten umfassende Sanierungs- und Umbauarbeiten.
Seit 1954 steht das Kirchengebäude unter Denkmalschutz. 1965–1966 wurde es erneut saniert.

## Architektur

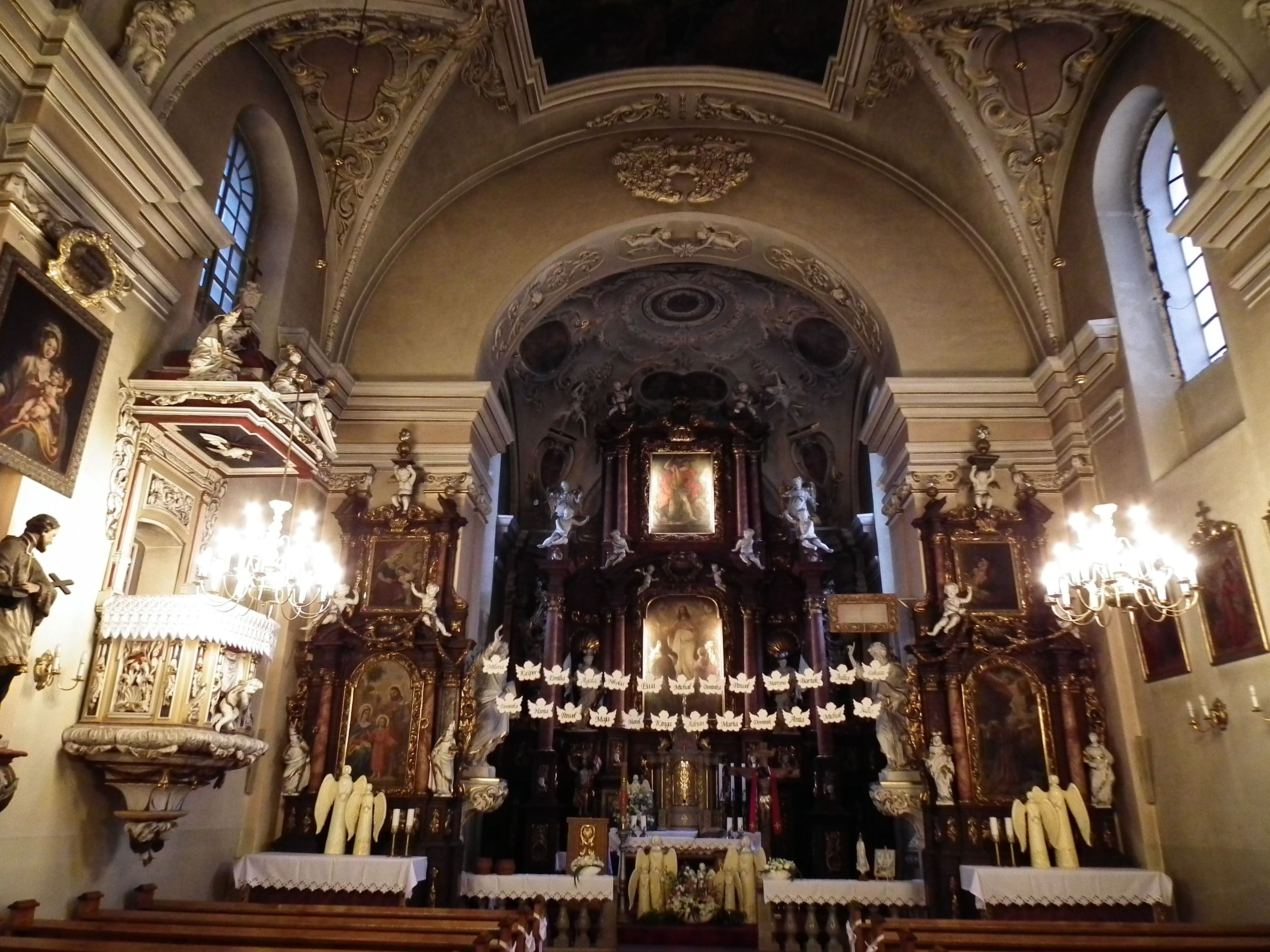
Innenansicht mit Hauptaltar

Der Kirchenbau mit einem rechteckigen, dreijochigen Langhaus und einem quadratischen, eingezogenen Chor an der Ostseite ist mit einer Böhmischen Kappe bekrönt. Das barocke Eingangsportal mit Ohrenrahmung, Doppelpilaster und einer Kartusche mit dem Wappen der Herren von Proskau befindet sich an der Hauptfassade.
An der Westseite der Kirche liegt auf quadratischem Grundriss der in den Bau eingezogene Westturm mit einem oktogonalen Aufsatz und einen Zwiebelturm. Flankiert ist der Turm von Annexbauten.
Der Innenraum besitzt aufwändige Malereidekorationen aus dem Ende des 17. Jahrhunderts. Der Hauptaltar aus der gleichen Zeit enthält Gemälde des hl. Georg und der Hl. Dreifaltigkeit sowie Figuren der hll. Sigismund und Florian. Im Innenraum befinden sich Seitenaltäre und Kapellen im Stil des Rokoko und des Barock mit teils aufwändigen Schnitzdekorationen aus dem Ende des 17. Jahrhunderts.
Vor der Kirche steht eine Statue des böhmischen Landesheiligen Johannes Nepomuk aus dem Jahr 1756.

## Pfarrhaus

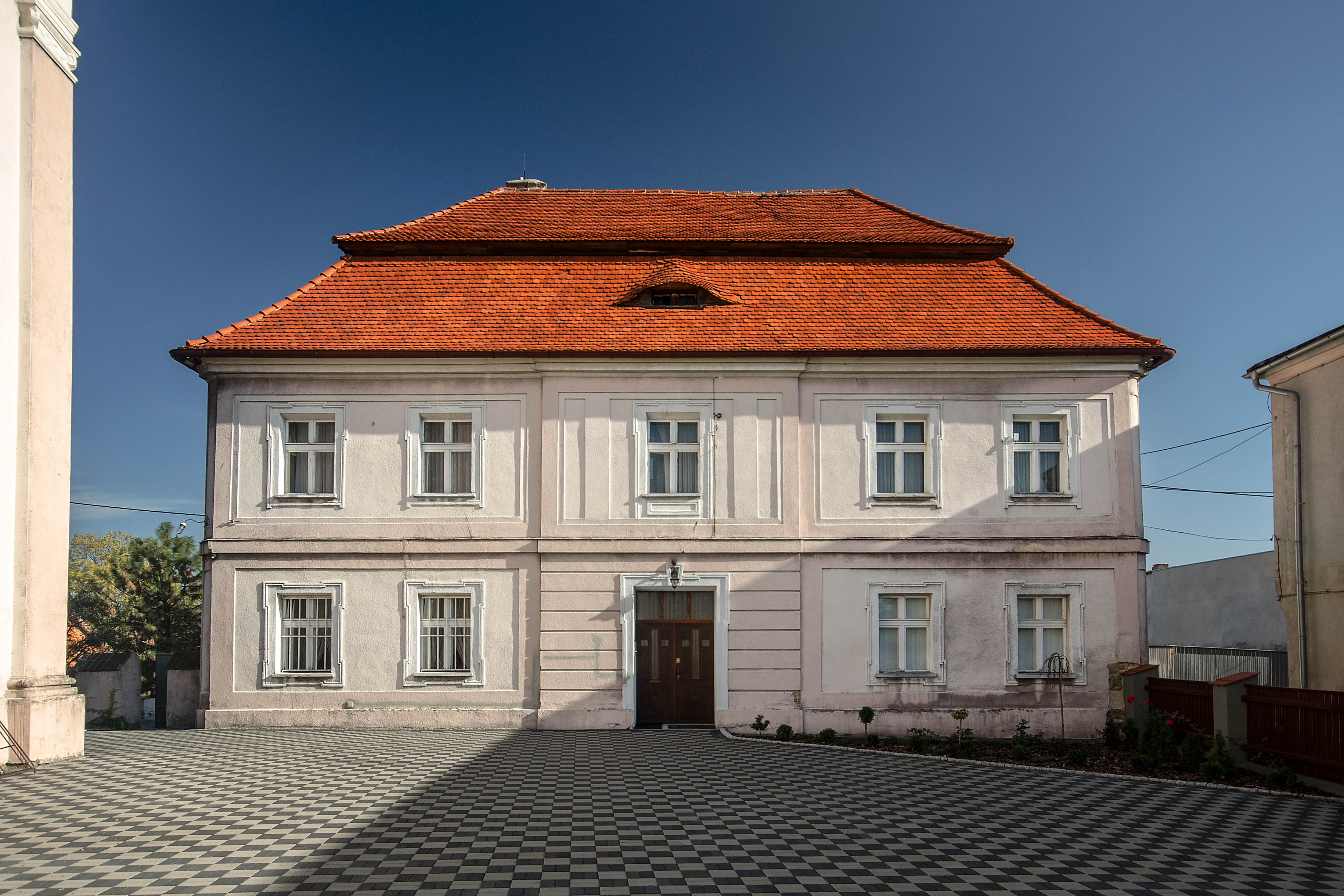
Pfarrhaus

Das östlich angrenzende Pfarrhaus wurde um 1770 an Stelle eines hölzernen Baus im barocken Stil erbaut. Es ist zweigeschossig mit Mansardendach und Stichkappentonnen im Erdgeschoss. Seit 1966 seht es unter Denkmalschutz.